# Піфагореїзм
Піфагореї́зм — давньогрецька філософська школа піфагорійців. Назва школи походить від імені засновника — Піфагора (6 століття до н. е.).
Спочатку піфагорійство виникло як релігійний рух, що сформувався у релігійну громаду в місті Кротон (південна Італія — колонія Греції). Основними положеннями релігійного вчення були віра в живе тіло Космосу (вогняне кулеподібне тіло — міф про Саламандру), що вбирає в себе безмежну порожнечу і Хаос безмежного простору, перетворюючи цей простір у Космос з його відокремленням усіх речей між собою, підпорядкуванням речей єдиному законові. Ця релігійна громада була переконана у переселенні душі людини після її фізичної смерті в тіла інших істот. Надалі (5—4 століття до н. е.) серед піфагорійців набула поширення філософська тенденція самоусвідомлення. Найвідомішими піфагорійцями були Філолай, Евріт, Архіт, Алкмеон.
Поштовхом до створення власної філософської системи було розв'язання проблеми взаємозв'язку Порядку і Хаосу, яке відрізняється від традиції Мілетської школи. Основою розв'язку, як і у мілетців, була ідея протилежностей, спочатку єдиного та множинного, потім межі та безмежного (або ж оформленої та неоформленої речовини). Внаслідок змішування, поєднання протилежностей — безмежного та обмеженого — утворюються усі речі, які ототожнювалися піфагорійцями із числами.
Це ототожнення було можливим за умов невіддільності чуттєво даного і неданого в уявленні. Наділення чуттєво неданого властивостями утворювати закони для чуттєво даного фактично призвело до створення вчення про виникнення космосу із лоґосу, а не першоречовини. Чуттєво неданим, але реально існуючим, що підкоряє своїм законам усе чуттєво дане, є число, взаємовідношення чисел. Тому піфагорейці вважали, що тільки математика може дати знання законів Космосу (1 — це точка, 2 — лінія, 3 — площина, 4 — тіло тощо). Знаходження числових закономірностей світу готувало народження суто ідеалістичної філософії. Таблицю множення, теорему Піфагора, тощо піфагорійці розглядали саме як доказ їхньої теорії світу.